# Mittheilungen des Thüringischen Botanischen Vereins
Mittheilungen des Thüringischen Botanischen Vereins (abreviado Mitth. Thüring. Bot. Vereins) fue una revista con ilustraciones y descripciones botánicas que fue publicada en Alemania en los años 1891 hasta 1944, publicándose 51 números. Fue precedida por Mitt. Geogr. Ges. (Thüringen) Jena, vols. 1-9, 1882-91.